# Мізгірі
Мізгірі́ (рос. Мизгири) — присілок у складі Орловського району Кіровської області, Росія. Входить до складу Орловського сільського поселення.
Населення становить 20 осіб (2010, 34 у 2002).
Національний склад станом на 2002 рік — росіяни 88 %.